# シンデレラボーイ (曲)
「シンデレラボーイ」は、日本のロックバンドであるSaucy Dogの楽曲。2021年8月25日に発売された5枚目のミニアルバム『レイジーサンデー』の収録曲で、同月18日に同作から先行配信された。作詞は石原慎也が手がけており、石原にとって初めて女性目線で歌詞を書いた楽曲となっている。
楽曲発表後、Billboard Japan Hot 100で最高位4位、オリコン週間合算シングルランキングで最高位7位を記録した。2022年12月31日、『第73回NHK紅白歌合戦』に出場して本作を披露した。

## 歌詞と曲構成
「シンデレラボーイ」は石原が初めて全編にわたって女性目線で歌詞を書いた楽曲で、音楽ライターの秦理絵はオンナの独占欲と執着を表現した楽曲と見なしている。石原は女性目線で歌詞を書いた理由についてあまりよくない恋愛をして自分が傷付いたときがあって、なんとなく男目線で書くのは違うと思い、それなら女性目線で書いてみようとと説明した。あと友達に恋愛相談をされることがよくあって、その話を聞いて自分だったらこうかなと思った言葉も入っていますとも語っている。Dメロの歌詞では「シンデレラ」と「死んで」をかけており、これについて石原は「シンデレラボーイ0時を回って」というサビが最初にあって、ラスサビの前にもうひと回ししたいと思って歌っていたら「あれ？“死んで”とかけられるじゃん。めっちゃいいやん」と気付いてと語っている。
ベーシストの秋澤和貴は、本作についてサウシーらしさ全開の曲。でも、新しさも入ってて斬新さも兼ね備えていると思いますと述べ、その例としてDメロのちょっと間抜けな感じとインターのブルージーな雰囲気を挙げた。曲中にはラジオボイスが取り入れられており、秋澤は当初反対していたが完成した楽曲を聴いて考えを改めたことを明かしている。

## ミュージック・ビデオ
2021年8月20日20時にYouTube上で「シンデレラボーイ」のミュージック・ビデオが公開された。ミュージック・ビデオはイラストレーター・漫画家のますだみくが手がけたストーリー時建ての作品となっている。ますだはもともとメンバーと親交があり、ミュージック・ビデオの制作の依頼を受けて、本作を聴いてまもなくしてプロットとVコンテを制作した。これらは最初の打ち合わせで流され、そのほとんどが採用された。
2024年3月時点で、ミュージック・ビデオの再生回数は1億回を超えている。

## チャート成績および反響
Billboard Japan Hot 100では、2021年9月8日に公開されたチャートで初登場97位を記録。その後、YouTuberによるカバー動画が多数公開されたことやTikTokをはじめとしたSNSで使用されることになったことから動画再生数とストリーミングでポイントを伸ばし、10月20日に公開のチャートで86位に返り咲き、11月3日に公開のチャートで43位に上昇した。12月以降は30位前後を推移し、テレビ朝日系『ミュージックステーション』（2022年1月21日放送回）での演奏披露後の1月26日に公開のチャートで18位に上昇し、2月2日に公開のチャートで8位を記録した。以降もチャートインを続け、4月27日に公開のチャートで最高位4位を記録した。Billboard Japan Streaming Songsでは2021年10月13日に公開されたチャートで初登場100位を記録し、チャートイン139週目で自身初となる6億回再生突破を記録した。
2022年の年間カラオケランキングでは、優里の「ドライフラワー」に次ぐ第2位にランクインした。

## クレジット
※出典
- 石原慎也 – ボーカル、ギター、作詞、作曲、編曲
- 秋澤和貴 – ベース、作曲、編曲
- せとゆいか – ドラム、作曲、編曲

## チャート

### 週間チャート
| チャート (2021年 - 2022年)  | 最高位 |
| --------------------------- | ------ |
| 日本 (Japan Hot 100)        | 4      |
| 日本 (オリコン合算シングル) | 7      |

### 年間チャート
| チャート (2022年)    | 順位 |
| -------------------- | ---- |
| 日本 (Japan Hot 100) | 6    |

| チャート (2023年)    | 順位 |
| -------------------- | ---- |
| 日本 (Japan Hot 100) | 12   |

| チャート (2024年)    | 順位 |
| -------------------- | ---- |
| 日本 (Japan Hot 100) | 51   |